# 大曾根浦站
大曾根浦站（日语：／ Ōsoneura eki */?）是位於三重縣尾鷲市大字大曾根浦，東海旅客鐵道（JR東海）的紀勢本線車站。

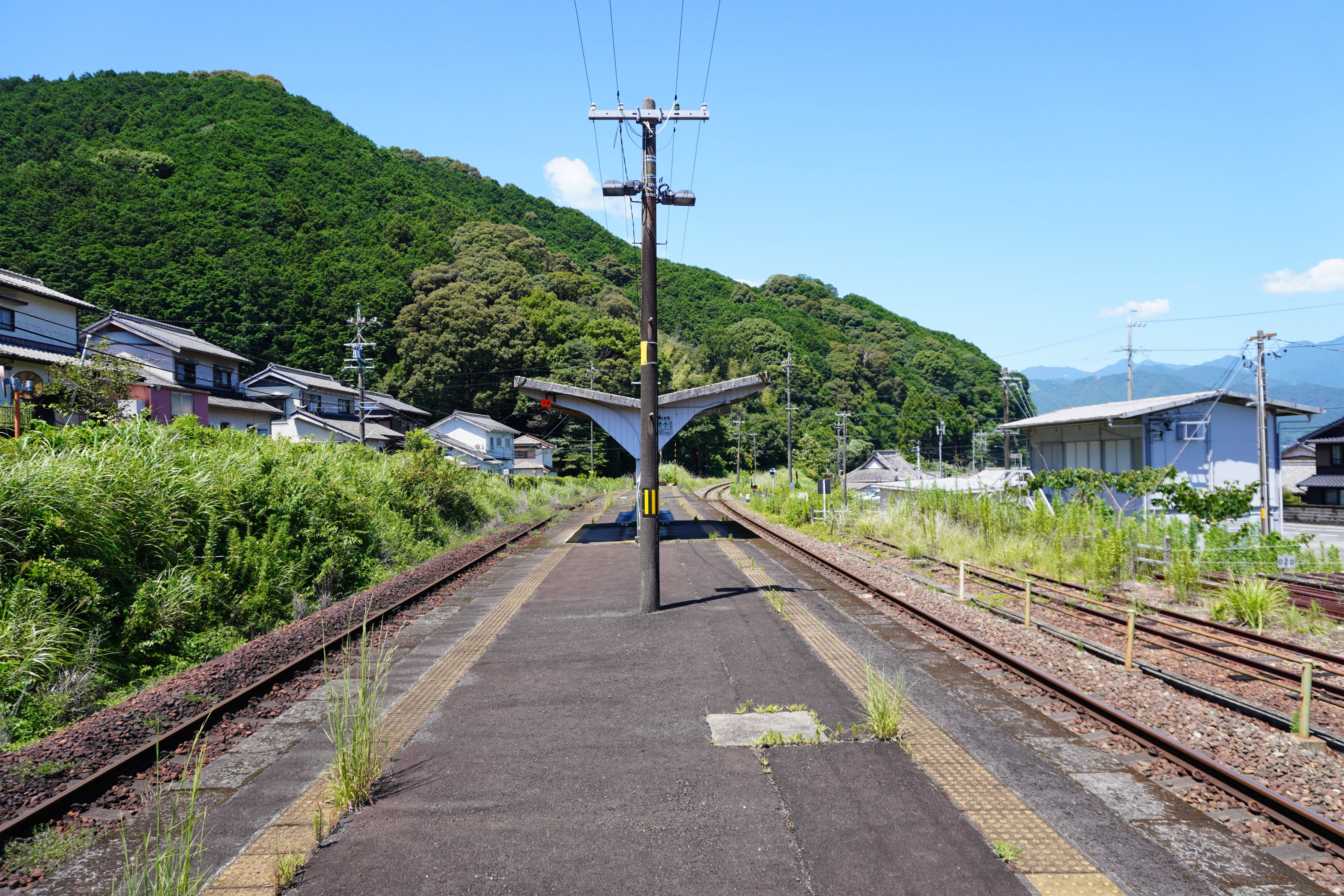
月台（2023年7月）

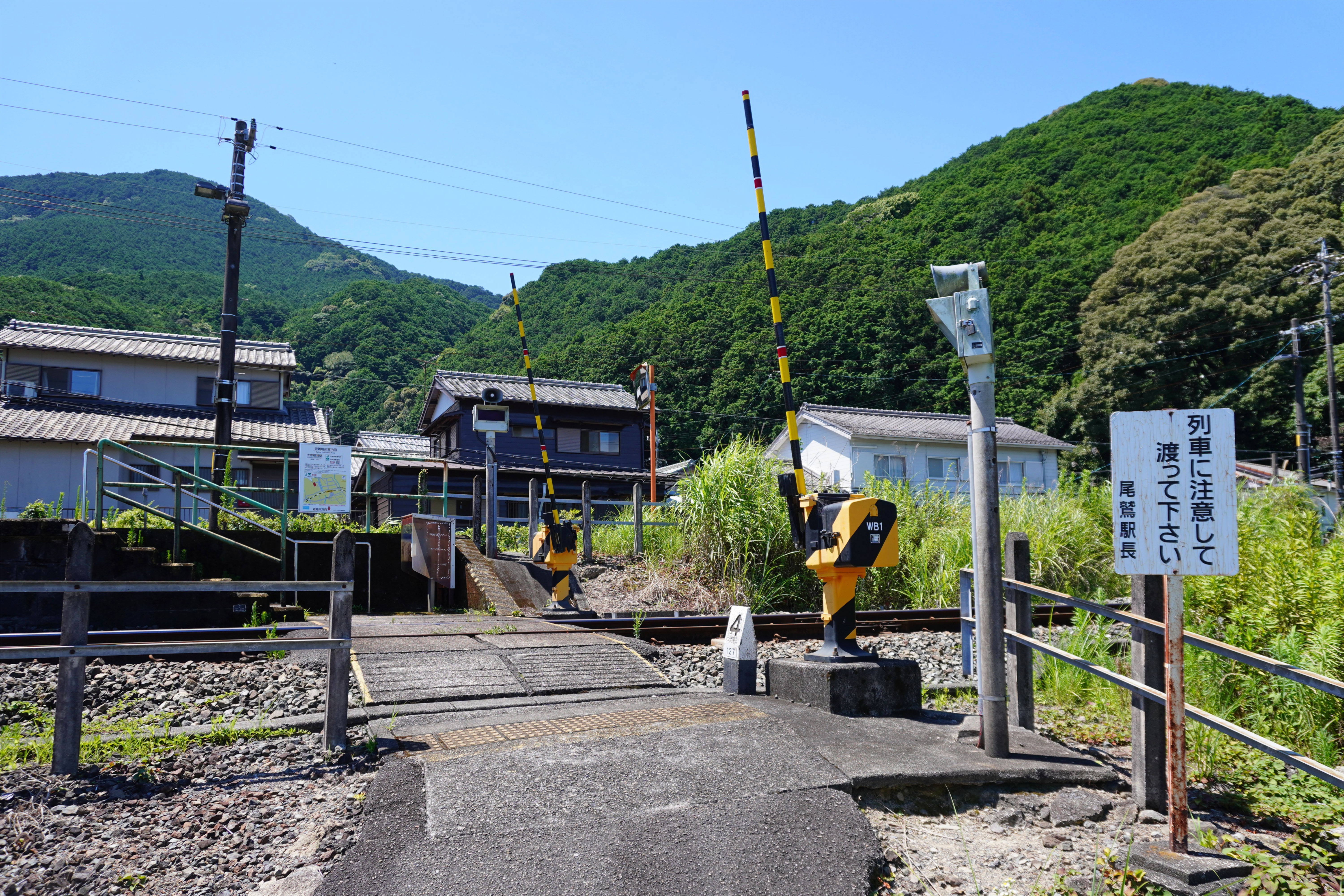
平交道（2023年7月）

## 歷史
- 1957年（昭和32年）1月12日：國鐵紀勢東線尾鷲站至九鬼站開業，此站啟用[1]。
- 1959年（昭和34年）7月15日：三木里站至新鹿站之間開通，同時路線改名為紀勢本線[1]。配置列車乘務員。
- 1983年（昭和58年）12月21日：成為無人車站[2]。
- 1987年（昭和62年）4月1日：伴隨國鐵分割民營化，車站由東海旅客鐵道（JR東海）營運[1]。

## 車站構造
車站設有1面2線的島式月台，為地面車站。車站也設有站內平交道（包括警報器和電動閘門）。在車站大樓拆卸後，車站只有月台和月台上小屋。由尾鷲站管理的無人車站。在車站內沒有廁所。

### 月台

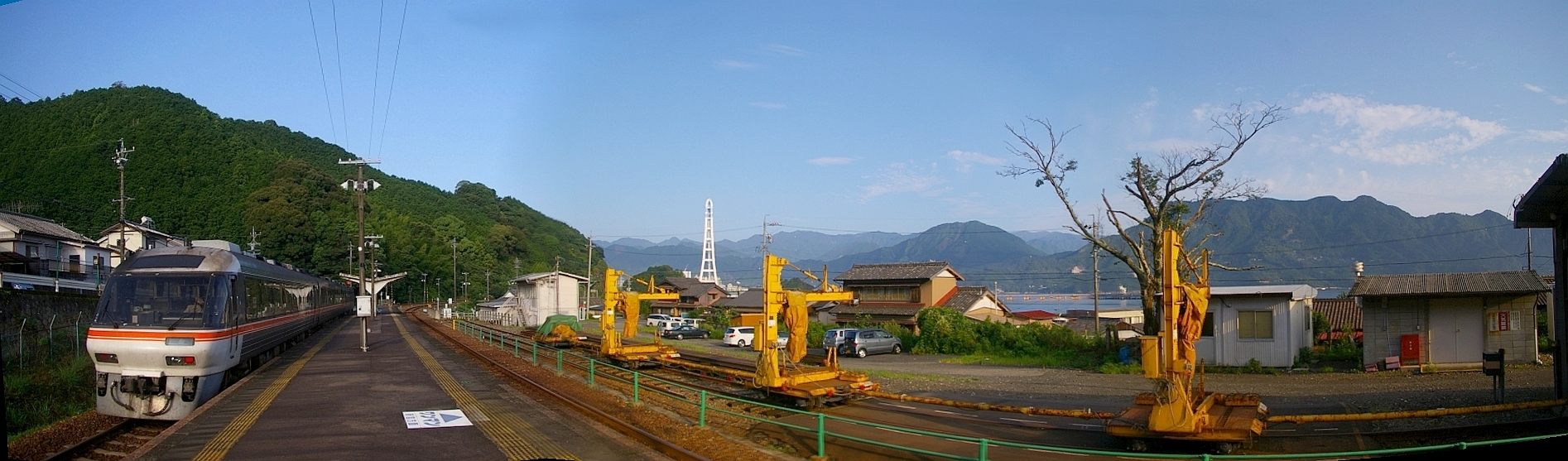
大曾根浦站的島式月台
在圖中右邊為尾鷲灣，遠方為中部電力三田火力發電廠

| 月台 | 路線      | 上下行 | 方向             |
| ---- | --------- | ------ | ---------------- |
| 1    | ■紀勢本線 | 下行   | 新宮方向         |
| 2    | ■紀勢本線 | 上行   | 尾鷲、名古屋方向 |

## 使用狀況
根據「三重縣統計書」，以下列出近年1日平均乘車人次。
| 年度   | 一日平均 乘車人次 |
| ------ | ----------------- |
| 1998年 | 12                |
| 1999年 | 14                |
| 2000年 | 14                |
| 2001年 | 12                |
| 2002年 | 13                |
| 2003年 | 13                |
| 2004年 | 10                |
| 2005年 | 15                |
| 2006年 | 14                |
| 2007年 | 20                |
| 2008年 | 13                |
| 2009年 | 12                |
| 2010年 | 11                |
| 2011年 | 9                 |
| 2012年 | 9                 |
| 2013年 | 10                |
| 2014年 | 8                 |
| 2015年 | 8                 |
| 2016年 | 7                 |
| 2017年 | 6                 |

## 車站周邊
車站接近尾鷲灣。車站前設有尾鷲市Fureai巴士的大曽根浦站前巴士站。
- 三重縣立熊野古道中心（日语：三重県立熊野古道センター）

## 巴士路線
- 尾鷲市社區巴士 尾鷲市Fureai巴士（日语：尾鷲市ふれあいバス）
  - 紀伊松本
  - 尾鷲站

## 其他
- 在舉行熊野大煙花大會（例年8月17日）當日，在管理站會派遣職員至此站發售乘車票（在2002-03年度，會在站內平交道旁的倉庫發售乘車票）。
- 在2001年（平成13年）夏天的青春18車票海報中，背景為此站[3]。

## 相鄰車站
東海旅客鐵道（JR東海）
紀勢本線
尾鷲－大曾根浦－九鬼

## 注腳